# Bărbulești
Bărbulești – wieś w Rumunii, w okręgu Jałomica, w gminie Bărbulești. W 2011 roku liczyła 5902 mieszkańców.